# Michail Alpatov
Michail Vladimirovitch Alpatov (Mosca, 10 dicembre 1902 – Mosca, 9 maggio 1986) è stato uno storico dell'arte russo. I suoi scritti sull'antica arte sacra delle Icone, esulano del tutto da un approccio propriamente religioso.

## Opere
- Die italienische Kunst der Epoche Dantes und Giottos (1939; russ.)
- Studien zur Geschichte der westeuropäischen Kunst (1939, 2. Aufl. 1963, dt. Teilausgaben Köln 1974 und Dresden 1982), ISBN 3-7701-0640-7
- Geschichte der Kunst (2 Bände, Dresden 1960-1964)
- Die Dresdner Galerie. Alte Meister (Dresden 1995), ISBN 3-364-00015-8
- Altrussische Ikonenmalerei (Dresden 1962)
- The Russian Impact on Art (New York 1950, 1970)